# مدرسة ضباط الدرك الوطني
مدرسة ضباط الدرك الوطني (بالإنجليزية: École des officiers de la gendarmerie nationale)‏  هي مدرسة عسكرية، تأسست في 1900م، في فرنسا.